# Шюкрю Сараджоглу
Мехмет Шюкрю Сараджоглу (1887, Ізмір — 1953, Анкара) — турецький державний діяч і шостий прем'єр-міністр (1942—1946), голова Великих національних зборів Туреччини.